# Хетагурово
Хетагу́рово (осет. Къостайыхъæу), до 1968 года — Цунар (осет. Цъунар, от Цъус Нар — «Малый Нар») — село в Цхинвальском районе Южной Осетии. Названо в честь осетинского поэта Коста Хетагурова.
В пятистах метрах южнее села расположено озеро Цунаристба.

## История
Недалеко от Цхинвала было основано село Цунар (Хетагурово). Основали его Хетагуровы, Мамиевы, Бигулаевы — переселенцы из Нарского прихода; отсюда и название Цунар, т.е. Цус Нар — Малый Нар. Возле селения имеется Церковь Пресвятой Богородицы XIV века.
По заявлению REGNUM, в ходе войны в 2008 году грузинские формирования совершали в селе военные преступления; по приведённым свидетельствам, грузинские солдаты совершали изнасилования и давили людей гусеницами танков. Согласно отчёту Human Rights Watch, осетинские ополченцы размещались в непосредственной близости от жилых домов; HRW сообщила, что Грузия непропорционально применила для подавления этих позиций системы залпового огня «Град», миномётный огонь и танковые подразделения (что, кроме потерь среди ополченцев, повлекло гибель по меньшей мере четверых мирных жителей), однако организация заявила, что ни один из опрошенных местных жителей не обвинял грузинские войска, которые проводили обыски в деревне, в оскорблениях или недостойном обращении. Правительство Грузии признало, что Хетагурово было «единственным [осетинским] селом, которому был нанесен серьезный ущерб из-за размещения вокруг села значительного количества военной техники и сил», но отвергло утверждения о жестоком или унижающем достоинство обращении с гражданскими после занятия территории грузинскими силами. 7 августа осетинские власти объявили, что Хетагурово и другая осетинская деревня (Дменис) были уничтожены грузинскими войсками, однако, по словам Юлии Латыниной, приехавшие журналисты не выявили существенных разрушений, но обнаружило пылающим соседнее, грузинское село Нули.
Село перешло под контроль Южной Осетии, когда в ночь с 8 на 9 августа было занято передовой батальонной тактической группой под командованием Героя России капитана Ю. П. Яковлева, командира танковой роты 141-го танкового батальона 19-й  мотострелковой дивизии 58-й армии.
В 2012 году руководство Южной Осетии и российская делегация во главе с замминистра МЧС РФ Александром Волосовым, прибывшая в Республику на празднование 20-летия ввода российского миротворческого контингента (батальона ССПМ), посетили осетинское подворье в Хетагурово.

### Озеро
В 0,5 км к северу от село Хетагурова расположено озеро Цунаристба. Его площадь составляет 0,14 км², длина береговой линии 1,26 км, высота над уровнем моря 893,2 м. Используется для орошения.
Летом 2017 года началось строительство зоны отдыха вокруг озера.

## Фамилии
До коллективизации в селе Хетагурово были следующие фамилии: Баззаевы, Бигулаевы, Габараевы, Джиоевы, Кочиевы, Лоховы, Мамиевы, Тегкаевы, Тедеевы, Хасиевы, Хетагуровы, Цховребовы. В период коллективизации поселились в селе и другие фамилии: Болатаевы, Гоциевы, Гудциевы, Гуззутаевы, Догузовы, Кабановы, Кисиевы, Кобесовы, Малдзиговы, Плиевы, Тараевы, Тигиевы, Хачировы, Хубаевы, Шавлоховы.

## Культура
- В селе был создан народный театр, которым руководит актёр Юго-Осетинского государственного драматического театра имени Коста Хетагурова Руслан Дзагоев[14].
- Парк культуры и отдыха им. Коста Хетагурова.
- Церковь Успения Пресвятой Богородицы.
- Памятник Коста Хетагурову.
- Памятник героям Второй мировой войны.

## Топографические карты
- Лист карты K-38-64 Цхинвали. Масштаб: 1 : 100 000. Состояние местности на 1987 год. Издание 1989 г.